# Droit local en Alsace et en Moselle
 (octobre 2023).

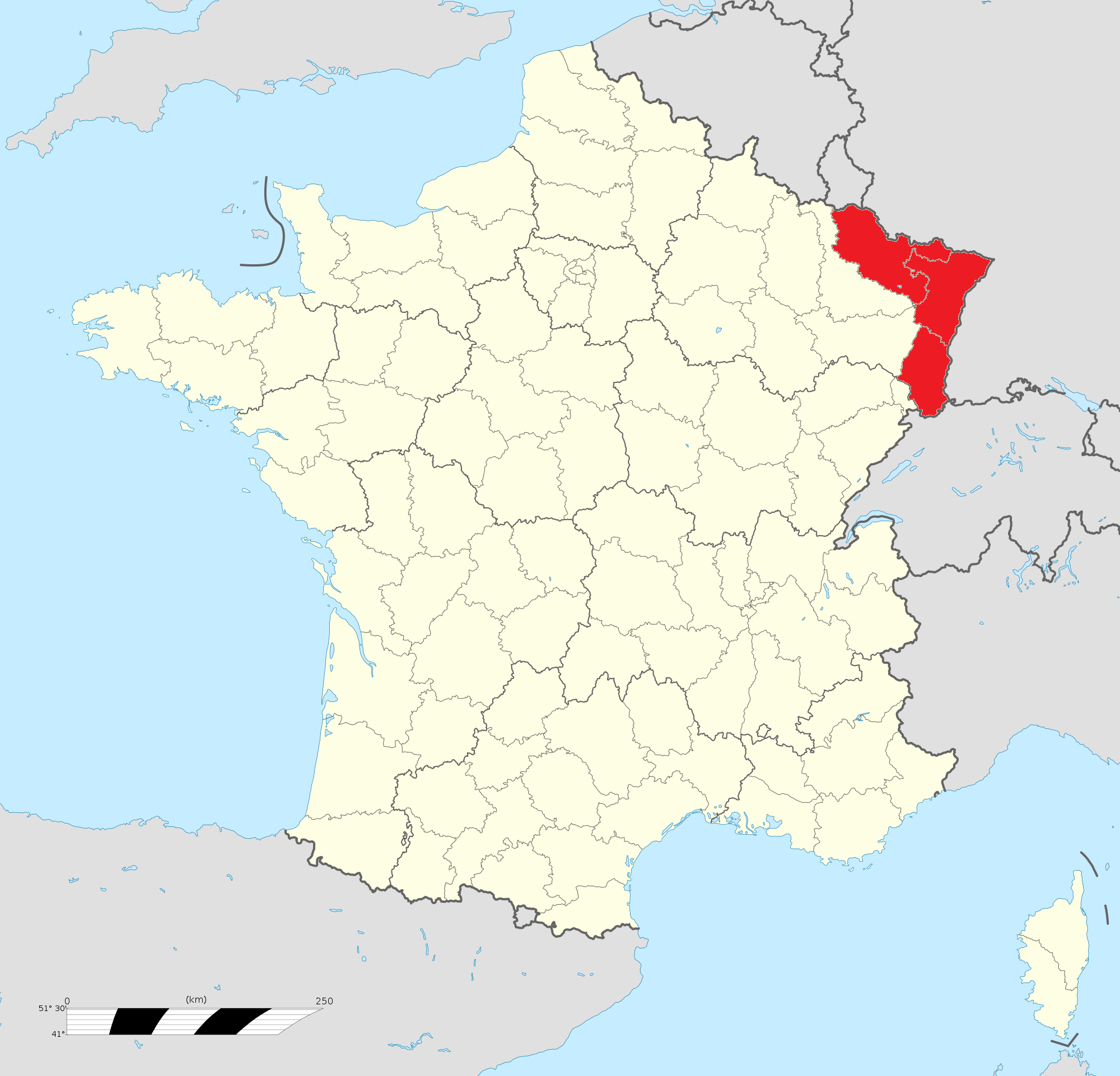
L'Alsace-Moselle.

Le droit local en Alsace et en Moselle représente une spécificité juridique dans la collectivité européenne d'Alsace et dans le département de la Moselle ; cette particularité est liée à l'histoire complexe de ces territoires qui, du fait des annexions successives entre 1871 et 1945, se sont trouvés déconnectés de l'évolution linéaire du droit français. Ce régime juridique conserve un certain nombre de dispositions napoléoniennes (l'Alsace-Moselle étant annexée au moment de leur abrogation dans le reste de la France), ainsi que d'autres dispositions mises en place par les autorités impériales allemandes (près de la moitié du droit local), ainsi que toutes les modifications dont ces dispositions anciennes ont fait l'objet, jusqu'à la période actuelle.
Il touche principalement la réglementation professionnelle de l'artisanat et de l'apprentissage, le notariat et le livre foncier, la législation en matière de remboursement des dépenses de santé (CARSAT Alsace-Moselle), l'organisation de la justice et des tribunaux, les procédures de faillite civile, les jours fériés spécifiques, le droit de la chasse, les établissements de crédit, l'aide sociale aux démunis et le droit des associations.

## Historique
En 1919 au lendemain de la Première Guerre mondiale, les disparités entre le droit français et la législation en vigueur depuis des décennies en Alsace et en Moselle, à la suite du Reichsland Elsass-Lothringen (Alsace-Lorraine), province du deuxième Reich allemand, sont très importantes. À la suite des premières consultations de la population locale, il est évident que si celle-ci est favorable au retour de la France, elle reste extrêmement attachée à un certain nombre de dispositions juridiques allemandes, voire plus anciennes comme certains éléments du Droit napoléonien. L'option d'appliquer entièrement le droit français est cependant privilégiée par le gouvernement, mais se heurte à une forte opposition populaire ainsi que des élus alsaciens et mosellans. Un conflit surgit, qui risque de compromettre gravement la situation des « provinces recouvrées » et de dresser la population locale contre l’État. Des troubles qui risquaient de faire ressurgir la question de l'autodétermination de l'Alsace-Moselle, et qui avait été défendue en leur temps par Fustel de Coulanges et le président américain Woodrow Wilson. Le compromis est trouvé quelques années plus tard, lors de la session parlementaire de 1924, il est érigé en droit local. Ces dispositions juridiques particulières sont adoptées notamment grâce à l'action du député mosellan Robert Schuman.
Depuis cette époque, (à l'exception des années d'annexion par le IIIe Reich hitlérien entre 1940 et 1945) le Droit Local d'Alsace-Moselle est appliqué dans ces territoires, sous l'égide du droit français.

## Composition du droit local d'Alsace-Moselle
Le droit local comprend :
- des lois françaises d'avant 1870 maintenues par l'administration allemande mais abrogées par les autorités françaises avant 1918[note 1] ;
- des lois allemandes adoptées par l'Empire allemand entre 1871 et 1918[1] ;
- des dispositions propres à l'Alsace-Moselle adoptées par les organes locaux de l'époque[2] ;
- des lois françaises intervenues après 1918 mais applicables aux trois départements seulement[3].

Le choix entre le droit local et le droit général français a été fait par un commissaire de la République qui avait pour tâche de remettre l'Administration en route ; ces dispositions étaient à l'origine conçues pour être temporaires (certains textes sont encore en allemand). Deux lois du 1er juin 1924 les ont rendues permanentes.
À la suite de l'occupation nazie et de l'annexion de facto des trois départements, le droit local avait été supprimé. L'ordonnance du 15 septembre 1944 « relative au rétablissement de la légalité républicaine dans les départements du Bas-Rhin, du Haut-Rhin et de la Moselle » l'a rétabli.
De par la complexité des origines du droit local et à l'initiative des autorités publiques, notamment du ministère de l'Intérieur, l'Institut du droit local alsacien-mosellan (IDL-AM) a été créé en 1985 sous la forme d'une association de droit local pour documenter, étudier et informer sur ses particularités. Il a été reconnu d'utilité publique en 1995.
Le droit local est distinct et ne doit pas être confondu avec le régime spécifique des cultes en Alsace-Moselle, la loi de séparation des Églises et de l'État ayant été votée en 1905 alors que ces territoires étaient alors annexés par l'Allemagne.

## Contexte historique et juridique global; négociations et évolutions successives

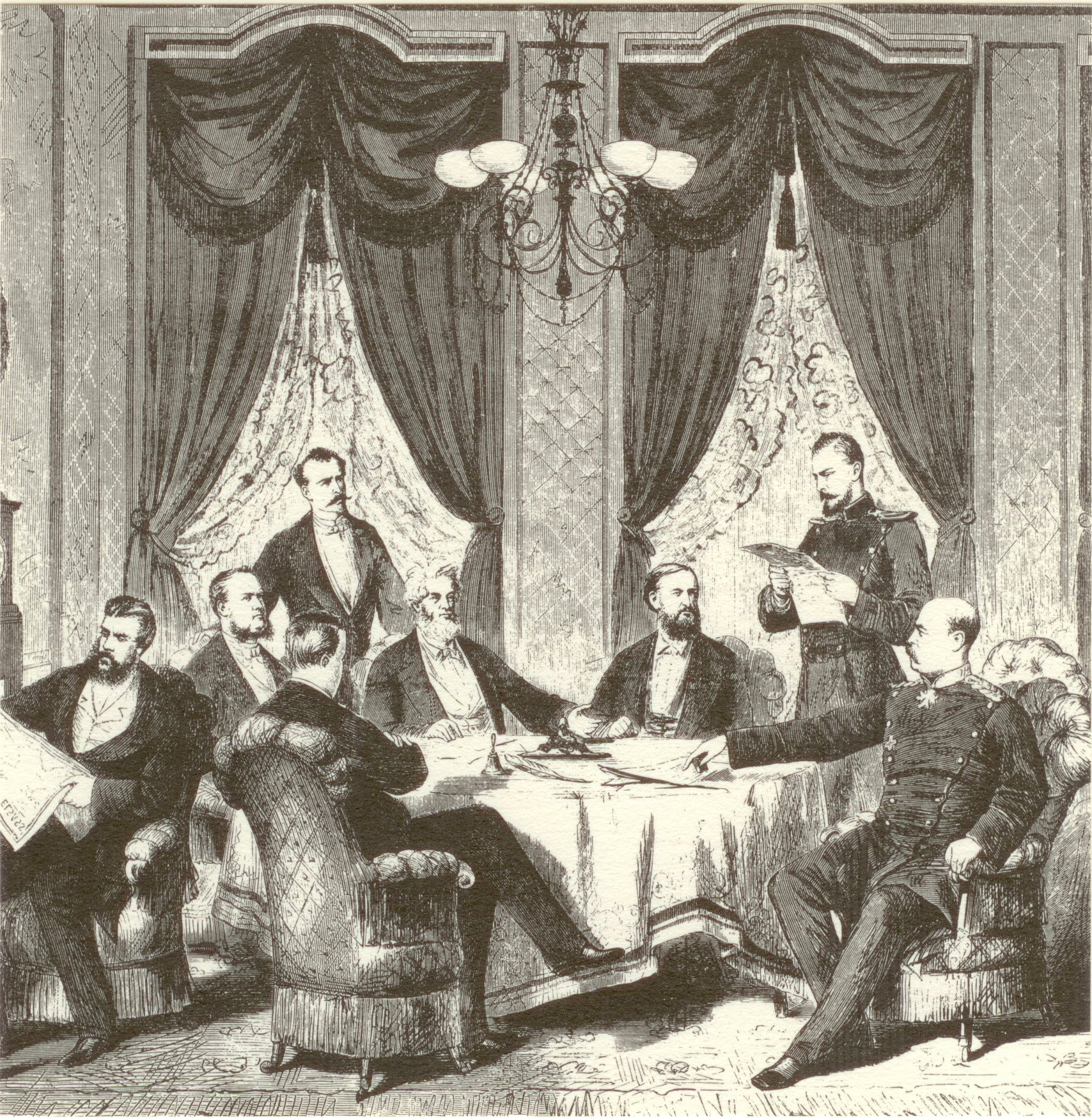
Illustration représentant la signature du traité de Francfort.

Redécoupage des frontières départementales à la suite de l'annexion.

Dès 1870, après la défaite de l'armée française sur le front de l'Est, les territoires qu'occupaient les armées allemandes dans les régions des anciennes provinces de l'Alsace et de la Lorraine furent intégrées à l'empire allemand.
La signature du traité de Francfort qui intervint le 10 mai 1871 entre la République française (proclamée le 4 septembre 1870) et l'Empire allemand (proclamé dans la Galerie des Glaces à Versailles le 18 janvier 1871) fit l'objet d'âpres négociations.
Outre le versement à l'Empire allemand d'une indemnité de guerre de cinq milliards de Francs-or cautionnée jusqu'à son versement par une occupation territoriale des vainqueurs, il fut convenu l'abandon à l'Empire germanique des départements alsaciens du Bas-Rhin et du Haut-Rhin (sauf l'arrondissement de Belfort) ainsi que d'une partie des terres lorraines de la Moselle, de la Meurthe et des Vosges.
Les habitants de ces territoires qui refusaient de vivre sous un gouvernement allemand furent autorisés, sous certaines conditions, à « opter » pour la nationalité française et à partir.
Après la signature du traité, reconnu de jure par les autres nations, il ne fut juridiquement plus question de parler d'annexion pour ces territoires qui devinrent alors Terre d'Empire (Reichsland).
Si les fonctionnaires français y furent remplacés par des fonctionnaires allemands et si les lois et règlements de l'Empire germanique y étaient appliqués, la germanisation de la vie quotidienne des « Alsaciens-Lorrains » ne se fit pas de façon extrêmement brutale (tout au moins dans les premières années).
En 1911, l'Alsace-Lorraine devint presque un Land allemand avec l'entrée en vigueur le 31 mai 1911, d'une constitution et d'un parlement bicaméral majoritairement élu (le Landtag) et siégeant à Strasbourg en remplacement de l'ancienne « Délégation » nommée par les autorités (Landesausschuss). Toutefois le Reichsland restait sous le pouvoir exécutif direct de l'Empereur d'Allemagne, roi de Prusse, et ses délégués au Bundesrat n'avaient pas de droit de vote pour éviter que la Prusse y ait trop facilement la majorité en les incorporant à ses propres voix.[pas clair]
De 1877 à 1914, l'Empire allemand modernisait son droit civil par différentes lois qui s'appliquèrent à l'Alsace-Lorraine : la chasse, les caisses de maladies obligatoires, les assurances obligatoires en accidents et invalidité vieillesse, les chambres de commerce, le code professionnel, l'aide sociale, le domicile de secours, la réglementation du travail des mineurs, le repos dominical et les assurances sociales.
Après l'armistice du 11 novembre 1918 et l'avancée des armées alliées jusqu'au Rhin, ces territoires redevinrent français de facto.
Le 15 novembre 1918, un décret du président de la République plaça les territoires récupérés sous l'autorité du président du Conseil, ministre de la Guerre, qui délégua leur administration générale au Commissaire général de la République à Strasbourg par un décret du 21 mars 1919. Entre-temps, un décret du 6 décembre 1918 avait posé le principe du maintien des textes antérieurs.

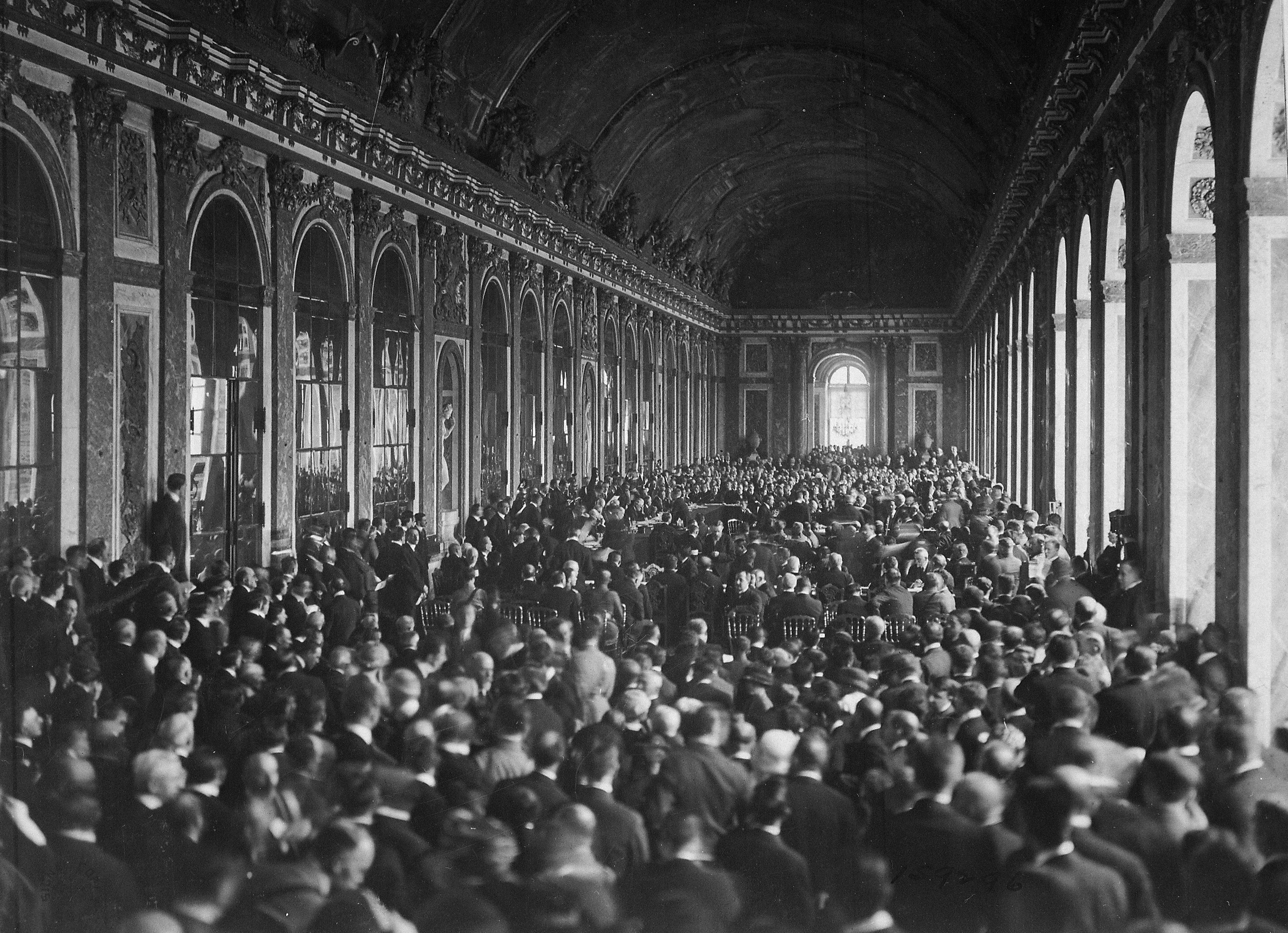
Signature du traité de 1919, Galerie des glaces, Versailles.

Avec la signature du traité de Versailles, le 28 juin 1919, et la réintégration de jure de ces territoires dans l'État français se posait le problème du retour aux Lois françaises et particulièrement au code civil français, très en retard sur le code civil de l'Empire allemand.
Les habitants de ces départements n'acceptaient pas que le retour à l'État français provoquât une régression, la perte de dispositions plus utiles ou avantageuses que celles prévues par le code civil français.
Les divergences de mentalité entre la France et l'Allemagne amenèrent à la non-acceptation de certaines lois votées en France entre 1871 et 1918, le cas le plus connu étant la Loi de 1905 sur la séparation des Églises et de l'État, ceci ayant pour conséquence le maintien du régime concordataire en vigueur avant l'annexion.
La loi du 17 octobre 1919, outre le fait qu'elle supprima la fonction de Commissariat général de la République à Strasbourg, confirma le principe du maintien des textes antérieurs et y ajouta le principe de l'introduction expresse du droit général.
Ce dernier devait être introduit par le fait du Parlement, soit qu'il édictât une loi à cet effet, soit qu'il ratifiât les décrets pris par le Gouvernement. Il opta le plus fréquemment pour la dernière méthode.
Deux décrets du 25 novembre 1919 réintroduisirent le code pénal français mais en maintenant quelques dispositions du droit local (donc du droit précédent, celui de l'Empire germanique) portant principalement sur le droit de la chasse, la vie économique, le droit communal et le droit social.
Après beaucoup de tergiversations, deux lois du 1er juin 1924 (loi civique d'introduction et loi commerciale) entérinèrent ces dispositions locales.
Ce furent pratiquement les seuls textes à créer ce droit local.
On peut remarquer :
- que le contenu de ce droit local n'a jamais été publié au Journal officiel et que, si des divergences d'interprétation surviennent, il est prévu que les juristes devront se référer aux textes en allemand ;
- que certaines dispositions du droit de l'Empire germanique étaient très en avance sur l'époque ; par exemple, le droit civil général français n'a créé la faillite civile personnelle qu'un siècle plus tard ;
- que ce droit local est parfois appelé « Loi d'Empire de 1908 » alors que :
  - on oublie de préciser « d'Empire germanique » ;
  - la loi de 1908 (aujourd'hui d'ailleurs abrogée) ne porte que sur une petite partie des nouvelles dispositions et ne constitue pas, à elle seule, le code civil de l'Empire germanique qui a vu plus d'une dizaine de lois y ajouter des dispositions nouvelles entre 1877 et 1914 ;
  - le droit local n'a été introduit qu'après la Première Guerre mondiale.

Peu à peu, l'importance de ce droit local diminuait devant les nouvelles lois générales françaises qui contenaient presque systématiquement une disposition les appliquant aux départements du Bas-Rhin, du Haut-Rhin et de la Moselle. Comme, au fil du temps, de nombreuses lois ont été modifiées ou actualisées, le droit local est loin d'être un droit figé.
On[Qui ?] estime aujourd'hui qu'il représente environ un vingtième du droit applicable en Alsace-Moselle.
À la suite d'une contestation introduite par un gérant de supermarché en Moselle, estimant que le droit local contrevenait aux principes d’égalité et du droit d’entreprendre après avoir été sanctionnée par des amendes pour ouverture illégale le dimanche, cet entrepreneur a porté le dossier devant le Conseil constitutionnel via une question prioritaire de constitutionnalité. Dans sa décision rendue en août 2011, le Conseil constitutionnel déclare l’interdiction du travail dominical en Alsace-Moselle conforme à la constitution arguant que la législation républicaine antérieure à la Constitution française du 27 octobre 1946 a « consacré le principe » selon lequel les dispositions propres aux trois départements « peuvent rester en vigueur » tant qu’elles n’ont pas été « remplacées par les dispositions de droit commun ou harmonisées avec elles. »
Néanmoins, dès avant la réforme constitutionnelle instituant la question prioritaire de constitutionnalité, la question de la compatibilité avec la Constitution des dispositions législatives du droit local antérieures à l'entrée en vigueur de la Constitution de 1958 pouvait faire l'objet d'un contrôle juridictionnel à titre incident, une incompatibilité avec la Constitution pouvant en effet entraîner désormais l'abrogation tacite de la disposition concernée.

## Sources du droit local
La législation locale comprend quatre types de sources :
- dispositions, d'origine française, abrogées dans le reste de la France mais maintenues par les autorités allemandes pendant la période de l'annexion : c'est le cas du Concordat de 1801 ;
- dispositions introduites par les autorités allemandes, telles que le code local des professions ;
- dispositions propres à la terre d'Empire d'Alsace-Lorraine, adoptées par les organes législatifs compétents ;
- dispositions françaises intervenues après 1918, mais applicables aux seuls départements de la Moselle, du Bas-Rhin et du Haut-Rhin.

L'accès à ces sources peut être difficile, notamment parce que certaines dispositions sont rédigées en allemand. De plus les textes ne sont pas publiés au Journal officiel de la République française, ni sur le site Légifrance consacré au droit français, qui renvoient aux recueils des actes administratifs des trois départements.
Les décrets des 14 mai 2013 et 27 août 2013 ont ainsi fixé une version officielle en langue française de l'ensemble des textes relevant du droit local maintenus en vigueur par les deux lois du 1er juin 1924, y compris les articles subsistants des codes pénal, civil, de procédure civile, de commerce et des assurances sociales locaux, qui ont alors été publiés au recueil des actes administratifs des préfectures du Bas-Rhin, du Haut-Rhin et de la Moselle. Le préambule de la version initiale de ces décrets précise que « La version retenue est celle qui a été maintenue en vigueur par les lois du 1er juin 1924. Elle ne tient pas compte des éventuelles modifications dont les lois et règlements locaux ainsi traduits, annexés au présent décret, ont pu faire l'objet ultérieurement, en vertu d'actes législatifs ou réglementaires publiés au Journal officiel de la République française. Cette traduction officielle ne correspond donc pas nécessairement à l'état des textes qui est aujourd'hui en vigueur. Elle n'est pas susceptible d'en modifier le contenu ».
Les textes consolidés sont notamment publiés par l'Institut de droit local alsacien-mosellan ou par le gouvernement, tels que « Le droit local cultuel d’Alsace-Moselle, Analyse, textes et jurisprudence », Ministère de l’Intérieur, Les Editions des Journaux Officiels, novembre 2013.
Les articles 3 et 4 de la loi du 17 octobre 1919 n'avaient accordé qu'un caractère transitoire aux dispositions du droit local jusqu'à ce soit introduite la législation française. Puis le délai d’application de dix ans initialement prévu par l’article 14 de la loi de 1924 en matière civile (cf. aussi les articles 12 et 17 de celle en matière commerciale) a été prorogé par plusieurs textes successifs : loi du 22 décembre 1934 portant modification de la loi du 1er juin 1924 mettant en vigueur la législation civile française dans les départements du Bas-Rhin, du Haut-Rhin et de la Moselle, article 1er ; ordonnance du 15 septembre 1944 relative au rétablissement de la légalité républicaine dans les départements du Bas-Rhin, du Haut-Rhin et de la Moselle, article 6 ; loi n°46-2912 du 22 décembre 1946 prorogeant la législation dans les départements du Bas-Rhin, du Haut-Rhin et de la Moselle, article unique ; loi n°47-2398 du 30 décembre 1947 prorogeant la législation en vigueur dans les départements du Bas-Rhin, du Haut-Rhin et de la Moselle, article unique ; loi n°49-847 du 29 juin 1949 prorogeant la législation en vigueur dans les départements du Bas-Rhin, du Haut-Rhin et de la Moselle, article unique ; loi n°51-677 du 24 mai 1951 portant modification de l’article 14 de la loi du 1er juin 1924 mettant en vigueur la législation civile française dans les départements du Bas-Rhin, du Haut-Rhin et de la Moselle, article unique.

## Quelques dispositions spécifiques
Les plus significatives sont les suivantes :
- Propriété immobilière et publicité foncière ;
- Associations et fondations ;
- Artisanat ;
- Notaires et huissiers ;
- Droit des cultes et enseignement religieux ;
- Organisation judiciaire et procédure civile ;
- Repos dominical et jours fériés ;
- Régime local complémentaire d'assurance maladie ;
- Droit communal ;
- Chasse ;
- Navigation intérieure.

### Élections: les professions de foi bilingues
Une décision du président du conseil d'août 1919 avait disposé que, pour les élections législatives du 16 novembre 1919 (et elles seulement), les professions de foi légales (tracts et affiches) des candidats pouvaient être accompagnées de leur traduction en allemand.
Pérennisée malgré l'absence de texte législatif ou réglementaire, elle concernait toutes les élections politiques et n'est que facultative.
Malgré une proposition de loi en 2002, cette faculté a été retirée par une circulaire aux préfets du 4 janvier 2008 confirmée par une décision du Conseil d'État du 22 février 2008.

### Code professionnel local

#### Maintien de la rémunération en cas d'absence
Il découle de l'article 616 du code civil local et de l'article 63 du code local de commerce qui sont devenus, depuis la recodification, respectivement l’article L.1226-23 et L.1226- 24 du Code du travail.
Les salariés du secteur privé ont droit au maintien intégral de leur salaire sans délai de carence et sans condition d'ancienneté lorsque le salarié est effectivement empêché de travailler :
- « Pour une cause personnelle indépendante de sa volonté »[24].
- « Par suite d’un accident dont il n’est pas fautif »[25] : il ressort de la traduction littérale du texte originel allemand (« malheur dont il n’est pas fautif ») et de la jurisprudence que le terme « d’accident » doit s’entendre au sens large d’évènement fortuit, malheureux.

Sont donc concernés, la maladie et l’accident du salarié lui-même mais aussi d’autres cas : par exemple décès ou maladie d’un proche, etc.
- Le maintien du salaire s’impose à l’employeur à compter du 1er jour d’arrêt, déduction faite, le cas échéant, des indemnités journalières servies à l’intéressé par un organisme de sécurité sociale ou par un système d’assurance financé par l’employeur.
- Il n’est pas subordonné aux résultats d’une éventuelle contre-visite demandée par l’employeur[26].

#### Repos dominical et les jours fériés
Ces dispositions sont désormais codifiées aux articles L. 3134-1 et suivants du code du travail.
En vertu d'une ordonnance du 16 août 1892, les Alsaciens et les Mosellans ont deux jours fériés supplémentaires (par rapport au reste de la France) : le jour de Saint Étienne, fêté le 26 décembre, et le Vendredi saint (qui précède le dimanche de Pâques).
L'article 105 b du Code professionnel local (loi du 26 juillet 1900) pose le principe de l'interdiction du travail salarié le dimanche et les jours fériés. Certaines dérogations sont néanmoins applicables :
- ouverture des commerces au maximum cinq heures par jour chômé (pouvant localement être à durée réduite voire totalement interdite) ;
- ouverture des commerces au maximum dix heures par jour chômé par arrêté préfectoral (notamment durant les quatre dernières semaines avant Noël)[30] ;
- organisation du travail en continu pour raisons économiques[31] ;
- les activités d'hôtellerie-restauration, de débits de boissons, de divertissements et de transports ne sont limitées « qu'aux seuls travaux qui, en raison de la nature de l'exploitation concernée, ne tolèrent pas un ajournement ou une interruption. » (art. 105 i).

L'article 105 c précise dans quels cas cette interdiction n'est pas applicable (services d'urgence, traitement de matières périssables, …).

La loi du 6 mai 1939 a expressément exclu de ces dispositions le personnel des équipages naviguant sur le Rhin.
Quoi qu'il en soit, l'ordonnance no 2007-329 du 12 mars 2007 relative au code du travail (partie législative) a notamment abrogé l'article 1er de l'ordonnance de 1892 et les articles 105a à 105i du code professionnel local.
Par contre, la loi no 2009-974 du 10 août 2009 concernant le repos dominical dispose, par son article 3, qu'elle n'est pas applicable dans les départements de la Moselle, du Bas-Rhin et du Haut-Rhin à l'exception de l'article L. 3132-3 du Code du travail modifié comme suit : « Dans l'intérêt des salariés, le repos hebdomadaire est donné le dimanche. ».

#### Artisanat
Le code local des professions (Gewerbeordnung - réglementation des affaires), loi d'empire du 26 juillet 1900, régit le régime de l'artisanat en Alsace-Moselle.
Une activité est artisanale non pas lorsque l'entreprise qui l'exerce est de petite dimension comme ailleurs en France (droit général : maximum 10 salariés) mais parce que le travail y est réalisé selon des méthodes non industrielles et en ayant principalement recours à des salariés professionnellement formés.
Les artisans sont groupés en corporations, libres ou obligatoires, dont la mission première est d'assurer la défense des intérêts professionnels de leurs membres qui dépendent de chambres de métiers, ces dernières étant chargées de représenter les intérêts généraux de l'artisanat.
À la différence des syndicats, les corporations représentent à la fois les employeurs et les salariés sur une circonscription déterminée.
L'apprentissage est soumis à un régime différent et est beaucoup plus développé en Alsace-Moselle qu'ailleurs en France ; il peut être sanctionné par un diplôme spécifique : le brevet de compagnon.
Le taux de la taxe d'apprentissage est de 0,44 % de la masse salariale contre 0,68 % sur le reste du territoire français.
L'obligation d'affiliation aux corporations a été censurée par le Conseil constitutionnel dans sa décision 2012-285 QPC du 30 novembre 2012 en raison de l'atteinte de ces dispositions à la liberté d'entreprendre.

#### Clause de non-concurrence
Elle découle de l'article 5 de la loi commerciale du 1er juin 1924 et de l'article 59 du code local de commerce.
Un employeur a l'obligation de payer à un commis commercial une indemnité s'il compte lui interdire de lui faire concurrence après son départ ; cette indemnité, égale à la moitié du salaire, est due pendant toute la durée de l'interdiction. En l'absence de contrepartie financière, la clause de non-concurrence est nulle.

### Législation sociale

#### Régime local de sécurité sociale
- La Reichsversicherungsordnung (« réglementation impériale des assurances ») de 1911 imposait une mutuelle complémentaire obligatoire. Lorsque les ordonnances qui créent la sécurité sociale sont promulguées en France en 1945, la population alsacienne se mobilise[37] car les taux de base du régime général sont moins généreux. Un décret du 12 juin 1946 l’a maintenu à titre provisoire, dans l’attente que le régime général s’aligne sur son haut niveau de solidarité. Cette perspective ne s’est pas réalisée. Le Régime Local a été pérennisé par une loi du 31 décembre 1991. Aujourd'hui encore, le Régime Local d’Assurance Maladie verse à ses bénéficiaires un complément de remboursement, en plus de ce que le régime de base de la Sécurité sociale prend en charge afin que le taux global de prise en charge (régime de base + régime local) soit de 90 % (80 % pour les médicaments remboursés à 35 % ailleurs en France) et de 100 % pour l'hospitalisation (pas de forfait journalier). Ce régime complémentaire est équilibré (alternance entre périodes déficitaires et excédentaires)[38] et payé uniquement par une cotisation sociale supplémentaire des salariés alsaciens et mosellans (1,3 % du salaire brut au 1er avril 2022[39])[40]. C'est le seul régime français dont le conseil d'administration, majoritairement composé de salariés, peut décider de son taux de cotisation. Les excédents du régime sont investis dans des politiques de prévention des risques ciblées sur les maladies cardiovasculaires ou les cancers.
- Du fait de l'existence du régime local obligatoire de sécurité sociale, les mutuelles sont moins chères en Alsace-Moselle que dans le reste de la France [41].

#### Aide sociale
Selon la loi du 30 mai 1908, les communes étaient obligées de secourir les personnes habitant sur leur territoire qui sont sans ressources. Chaque commune fixe le plafond de ressources conditionnant l'octroi de l'aide et choisit la forme de l'aide allouée (en espèces ou en nature : logement, nourriture, …).
La loi de modernisation sociale du 17 janvier 2002 l'a abrogée et intègre des dispositions spécifiques dans le nouveau code de l'action sociale et des familles (articles L 511-1 et suivants).

#### Pharmacies
Le numerus clausus pour la création d'une pharmacie est de 3 500 habitants alors qu'il est de 2 500 à 3 000 pour le reste de la France.

### Religion
Le régime concordataire est un élément du droit local alsacien et mosellan. Il reconnaît et organise les cultes catholique, luthérien, réformé et israélite. Il constitue donc une séparation incomplète des cultes et de la République (art. 2 de la loi de 1905 sur la séparation des Églises et de l'État), même si à son entrée en vigueur il reconnaissait égales toutes les confessions présentes. Seules ces religions, reconnues par l'État, peuvent bénéficier du régime concordataire, le cas de l'islam revenant régulièrement maintenir cette question dans l'actualité,.
Il est issu non seulement du concordat de 1801 qui concerne la seule Église catholique mais aussi des articles organiques du 18 germinal an X qui règlent l’exercice des cultes catholique et protestants et enfin des décrets du 17 mars 1808 organisant le culte israélite.
Ces textes ont été remplacés dans le reste de la métropole par la loi de séparation des Églises et de l'État du 9 décembre 1905.
N'ayant été abrogés ni par l'Empire allemand depuis le traité de Francfort en 1871 ni par le retour des trois départements au sein de la République française depuis 1919, ils restent toujours actuels : un avis du Conseil d'État du 24 janvier 1925 a déclaré que la loi du 18 germinal an X appliquant le concordat de 1801 restait en vigueur.
Les dispositions prévues concernent notamment :
- l'enseignement religieux :
  - les cours de religion sont obligatoires à l'école primaire et au collège. Néanmoins, une dispense est accordée de droit aux parents qui la demandent ;
  - l'université de Strasbourg et celle de Metz sont les seules universités publiques françaises à dispenser des cours de théologie ;

- la rémunération des ministres des quatre cultes reconnus, prêtres, pasteurs des églises réformées ou luthériennes, rabbins, prise en charge par l'État. Ce point a été réaffirmé à la suite d'une saisine en 2013 auprès du Conseil constitutionnel par l'Association pour la promotion et l'expansion de la laïcité (APPEL)[44] ;

- la nomination de l'archevêque de Strasbourg et celle de l'évêque de Metz, faite par le président de la République française, dernier chef d'État au monde à nommer des évêques catholiques.

Le service des cultes dépend du ministère de l'Intérieur ; un sous-préfet, basé à Strasbourg, est chargé du Bureau des cultes des trois départements.

#### Délit de blasphème
Les articles 166 (relatif aux blasphèmes, injures ou outrages) et 167 (relatif aux entraves au libre exercice du culte) du code pénal allemand du 15 mai 1871 répriment le blasphème d’une peine pouvant aller jusqu'à trois ans d’emprisonnement : « Celui qui, par voies de fait ou menaces, empêche une personne d’exercer le culte d’une communauté religieuse établie dans l’État, ou qui, dans une église ou dans un autre lieu destiné à des assemblées religieuses, empêche ou trouble par tapage ou désordre, volontairement, le culte ou certaines cérémonies du culte d’une communauté religieuse établie dans l’État, est passible d’un emprisonnement de trois ans au plus ». Elle n'avait pas été traduite avant la réponse du ministre de l’Intérieur du 1er juillet 2006 à la question écrite no 22419 du sénateur Jean-Louis Masson. Cette disposition n’a toutefois fondé aucune condamnation depuis le retour de l’Alsace-Moselle au sein de la République française. L’article 166 ne fait d'ailleurs pas partie des dispositions expressément traduites afin d’être introduites dans le droit français par le décret du 27 août 2013 portant publication de la traduction de lois et règlements locaux maintenus en vigueur par les lois du 1er juin 1924 dans les départements du Bas-Rhin, du Haut-Rhin et de la Moselle.
Ces dispositions furent appliquées dans deux cas,,:
- En 1954, Perdurer et Sobolev, deux « témoins du Christ », furent condamnés par le tribunal correctionnel de Strasbourg pour blasphème mais la peine fut annulée par la Cour d'appel de Colmar, qui n'a retenu que le trouble d'un office religieux dans la Cathédrale Notre-Dame de Strasbourg, les condamnés ayant harangué les fidèles à l'issue de l'office alors qu'ils étaient encore dans la cathédrale[49].
- En 1999, la Cour de cassation a confirmé une condamnation prononcée par la cour d'appel de Colmar sur le fondement de l'article 167, rejetant l'argument selon lequel ce texte, rédigé en allemand, n'était pas accessible aux condamnés, cinq activistes d'ACT UP et de Étudiants gays et lesbiennes de Strasbourg (Égales) ayant fait irruption dans la cathédrale de Strasbourg le 27 octobre 1996 pour protester contre les propos de Léon-Arthur Elchinger[50],[51].

En 2013, la Ligue de défense judiciaire des musulmans porta plainte contre Charlie Hebdo devant le tribunal correctionnel de Strasbourg pour sa une du 10 juillet « Le Coran c'est de la merde, ça n'arrête pas les balles »,.
En 2006, deux propositions de loi sont déposées dans la foulée de l'affaire des caricatures de Mahomet re-publiée par Charlie Hebdo. L'une par le député UMP du Gard Jean-Marc Roubaud « Proposition de loi visant à interdire les propos et les actes injurieux contre toutes les religions » qui demande que « Tout discours, cri, menace, écrit, imprimé, dessin ou affiche outrageant, portant atteinte volontairement aux fondements des religions, est une injure », seulement. L'autre, déposée le 21 mars 2006 émane du député de Seine-Saint-Denis Éric Raoult proposant d'ajouter au côté des « écrits, imprimés, dessins, gravures, peintures, emblèmes, images » que les caricatures soient elles aussi concernées par la qualification de « crimes et délits commis par la voie de la presse »,. Aucune des deux n'est débattue.
Le 6 janvier 2015, les représentants des cultes catholique, protestants, juif et musulman d'Alsace-Moselle ont proposé lors d'une audition commune à Paris devant l’Observatoire de la laïcité d'abroger la législation locale relative au blasphème.
Lors du rapport puis de la discussion du projet de loi « égalité et citoyenneté » en 2016, le rapporteur a estimé à propos de l'article 166 du code pénal local que « la valeur juridique de cet article est sujette à caution », mais que sa publication officielle dans la réponse de 2006 du ministre de l'intérieur à la question écrite du sénateur Jean-Louis Masson avait jeté un doute, alors même qu'« il ne devrait (...) pas trouver application, selon la position soutenue par le ministre de la Justice dans sa réponse apportée le 22 décembre 2015 à la question écrite n°81822 que lui avait soumise notre collègue André Chassaigne », après celles des sénateurs Françoise Laborde et Patrick Abate, et qui avait estimé que « cette disposition, tombée par ailleurs en désuétude, deva[i]t en effet être regardée comme implicitement abrogée car contraire aux principes fondamentaux de notre droit ». En effet, dès avant la réforme constitutionnelle instituant la question prioritaire de constitutionnalité, la question de la compatibilité avec la Constitution des dispositions législatives du droit local antérieures à l'entrée en vigueur de la Constitution de 1958 pouvait faire l'objet d'un contrôle juridictionnel à titre incident, une incompatibilité avec la Constitution pouvant en effet entraîner désormais l'abrogation tacite de la disposition concernée (exemple), sans préjudice d'une éventuelle violation de l'article 10 de la Convention européenne des droits de l'homme relatif à la liberté d'expression (exemple).
Le député Philippe Doucet et d'autres cosignataires ont alors déposé l'amendement no 833, adopté en juin 2016, pour abroger expressément le délit de blasphème en Alsace-Moselle et aligner les sanctions encourues en cas de trouble à l’exercice des cultes, en appliquant également en Alsace-Moselle l'article 32 de la Loi de séparation des Églises et de l'État qui dispose que « seront punis [de la peine d’amende prévue pour les contraventions de la 5e classe et d’un emprisonnement de six à deux mois, ou de l’une de ces deux peines] ceux qui auront empêché, retardé ou interrompu les exercices d’un culte par des troubles ou désordres causés dans le local servant à ces exercices »,. Le texte est promulgué en janvier 2017.

### Justice

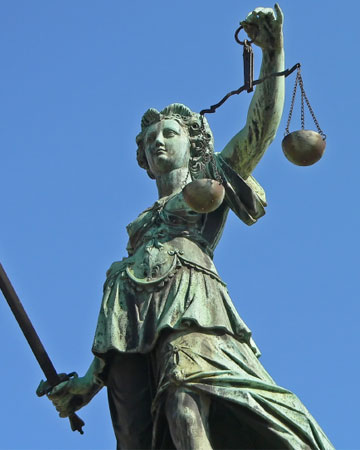
Le glaive et la balance,
symboles de la Justice.

#### Frais de justice et les dépens
Ils sont régis par des dispositions spécifiques, tout comme les émoluments des avocats.

#### Tribunaux judiciaires
Les tribunaux judiciaires ont des compétences plus étendues (tenue de registres, importance des fonctions gracieuses, certificat d'hériter, compétence d'attribution en matière civile et commerciale, contrôle de l'exécution forcée immobilière), qui relevaient jusqu'en 2019 des tribunaux d'instance.
Au sein des tribunaux de grande instance jusqu'en 2019, puis des tribunaux judiciaires, une chambre spécialisée présidée par un magistrat professionnel assisté de deux assesseurs (des commerçants élus pour quatre ans) a pour rôle de remplacer les tribunaux de commerce inexistants dans les trois départements.

#### Cours d'appel
La cour d'appel de Metz est la seule métropolitaine à n'être compétente que sur un unique département (la Moselle).

Il n'y avait pas d'avoués auprès des cours d'appel : les avocats doivent choisir de postuler soit devant le tribunal judiciaire, soit devant la cour d'appel.

#### Officiers ministériels
Les charges des notaires et des huissiers se caractérisent par leur non-vénalité et l'absence de droit de présentation.
Pour nommer ces officiers ministériels, une commission sélectionne trois candidats parmi lesquels le Garde des Sceaux choisit un nom.
Dans les trois départements, les notaires et les huissiers ont également la charge de commissaires-priseurs judiciaires.

#### Faillite civile
L'Alsace et la Moselle ont disposé d'un encadrement de la faillite civile pendant plus de quatre-vingts ans ; en effet, la possibilité était donnée aux débiteurs qui ne sont ni commerçants, ni artisans, ni agriculteurs de faire faillite quand ils étaient en état d'insolvabilité notoire (situation durablement et irrémédiablement compromise).

### Livre foncier
Le cadastre est régi par une loi locale du 31 mai 1884.
La publicité foncière n'est pas, comme dans le reste de la France, assurée par le service de la publicité foncière (ex conservation des hypothèques, service dépendant de la direction générale des finances publiques) ; en Alsace-Moselle, c'est le service du Livre foncier, présent dans chaque tribunal judiciaire et entièrement informatisé depuis 2008, qui est chargé de cette tâche.

Elle ne dépend donc pas du ministère des Finances mais du ministère de la Justice.
L'inscription au livre foncier laisse présumer l'existence d'un droit de propriété car il est contrôlé par le juge du livre foncier.
La consultation directe des registres est possible par toute personne justifiant d'un intérêt légitime.

### Associations de droit local
Il y a quelques différences entre le reste de la France et l'Alsace-Moselle :
- les associations sont régies par les articles 21 à 79-III du code civil local entré en vigueur le 1er janvier 1900[65] ;
- a contrario de la loi de 1901, l'utilité publique des associations de droit local n'est pas reconnue. Leur mission peut cependant l'être par arrêté préfectoral[66] si elles sont à but non lucratif de par leurs statuts[67].
Néanmoins et à titre d'exemples, à la différence des associations reconnues d'utilité publique, les associations locales ne peuvent pas bénéficier :
  - du droit de se constituer partie civile dans certains cas,
  - de la mise à disposition de fonctionnaires territoriaux ;
- sept membres fondateurs sont nécessaires (et pas seulement deux) pour créer une association[68] ;
- ils doivent signer ses statuts et les déposer au greffe du tribunal judiciaire où le juge les vérifie formellement ;
- le préfet a six semaines pour s'opposer à l'inscription si l'association est illicite ou son objet contraire à l'ordre public, aux lois pénales ou aux bonnes mœurs ;
- l'inscription sur le registre des associations tenu au tribunal judiciaire[69] donne à l'association la pleine capacité juridique ;
- de ce fait, les associations peuvent dans certains cas avoir des activités à but lucratif (redistribution des bénéfices entre les membres) à condition de ne pas faire de concurrence directe à une entreprise ; elles peuvent alors être soumises à l'impôt sur les sociétés ;
- la publication de l'inscription ne se fait pas au Journal officiel mais dans les pages de publications légales d'un journal local, dont la conservation est assurée par les archives départementales.

Le décret no 2009-1693 du 29 décembre 2009 relatif à la répartition des compétences entre le tribunal de grande instance et le tribunal d’instance avait confirmé, pour ce qui concerne l'Alsace-Moselle, la compétence du tribunal d’instance en matière de tenue du registre des associations. Cette distinction n'est cependant plus nécessaire depuis 2019 avec la fusion des anciens tribunaux d'instance et de grande instance en tribunaux judiciaires héritant de ces compétences.

### Associations coopératives de droit local
En Alsace-Moselle, certaines entreprises, société commerciales coopératives, ont un statut un peu particulier car elles sont appelées dans les 3 départements de la Moselle, Haut-Rhin et Bas-Rhin non pas société coopérative mais association coopérative inscrite.
Les plus connues étant les Caisses de Crédit mutuel situées dans les trois départements concernés.
Ces sociétés coopératives à statut particulier d'associations coopératives étaient contrôlées comptablement et juridiquement au travers d'une association indépendante appelée réviseur.
Ce réviseur s'appelait depuis sa création en avril 1921 Fédération agricole d'Alsace et de Lorraine (FAAL). Les caisses ainsi que la FAAL sont régies par les lois du 1er mai 1889 et du 20 mai 1898 qu'il faut demander à l'IDLAM.
Ces textes sont d'application strictes et ont été faits pour protéger les sociétaires.
C'est ainsi que sont bien définis les différents types de coopératives allant de la coopérative de production à la coopérative de dépôts et de prêts (un de ses anciens noms est d'ailleurs Caisse mutuelle de dépôts et de prêts - CMDP).
Certaines coopératives peuvent vendre à des non-sociétaires, ce qui est le cas de coopératives de production, alors que les coopératives de prêts ne peuvent prêter qu'à leurs seuls sociétaires mais peuvent recevoir les dépôts de tous.
En effet les 3 départements alsaciens et mosellan sont soumis à la loi de 1889 et 1898 et cette loi n'a pas été changée ni modifiée, elle prime sur le droit général, en cas de conflit entre le droit général et le droit local.
L'association-réviseur FAAL a été renommée en 1959 sous couvert des politiciens alsaciens, en Fédération du Crédit mutuel Centre Est Europe (FCMCEE).
Depuis un certain nombre d'entorses ont été faites aux règles essentielles régissant la probité du système « associations coopératives » que sont les Caisses de Crédit mutuel Alsaciennes-Mosellane car la FCMCEE en est l'organe supérieur et en même temps le gestionnaire-contrôleur et l'expert comptable.
À la différence d'une société coopérative de droit général, l'association coopérative est inscrite au registre des associations du tribunal judiciaire dont elle dépend. Cela reste une société coopérative mais elle n'est pas inscrite au registre du commerce.
C'est ainsi que sont déposés, outre les Statuts, les coordonnées et un exemplaire de la signature des membres du Conseil d'Administration de la Caisse.
Chaque nouveau membre est enregistré au tribunal judiciaire ainsi que chaque radiation.
Toute modification des statuts doit immédiatement être déposée au tribunal judiciaire.
Particularité de la loi de 1889 et 1898, les membres des conseils de surveillance ne sont absolument pas enregistrés comme tels mais restent enregistrés comme de simples sociétaires.

### Droit communal
Les libertés communales sont mieux respectées par le droit local.
Les communes alsaciennes-mosellanes restent plus autonomes que celles d'ailleurs en France bien que ces dernières aient bénéficié des lois de décentralisation de 1982 qui ont allégé le contrôle exercé sur leurs actes.
L'essentiel des dispositions est actuellement reproduit dans le code général des collectivités territoriales.
Les règles de fonctionnement du conseil municipal concernent notamment la périodicité et le fonctionnement des réunions.
Ainsi, un conseiller municipal peut être « démissionné d'office », par exemple pour défaut d'assiduité ou pour troubles répétés à l'ordre des séances.
Les communes ont plus de pouvoir, elles peuvent notamment appliquer aux riverains une taxe sur les frais de premier établissement des voies communales (taxe de riverains).

### Régime local de la chasse
Le droit de la chasse en Alsace-Moselle est régi par un régime spécifique. Le gibier est un patrimoine (et non un res nullius du droit général) géré par les communes suivant un cahier des charges départemental fixant les modalités techniques et de gestion de la chasse et sous le contrôle d'une police de la chasse.
Selon la loi locale du 7 février 1881, le droit de chasse est retiré aux propriétaires fonciers et il leur est impossible d'interdire la chasse sur leur propriété, à moins que cette dernière n'ait une superficie supérieure à vingt-cinq hectares.
Sauf si elle a choisi d'interdire totalement la chasse sur son territoire (suivant l'exemple du canton suisse de Genève), la commune administre le droit de chasse et procède tous les neuf ans à des adjudications.
Le droit de chasse est alors réservé à l'adjudicataire qui devra payer à la commune le loyer de la chasse et respecter un plan de chasse. La réparation des dégâts de gibier est entièrement à la charge des chasseurs et suit une procédure particulière.

### Régime spécial des bouilleurs de cru

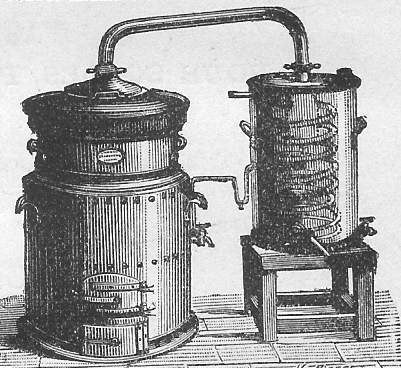
Un alambic artisanal de la fin du XIXe siècle.

Dans son « Guide pratique en matière de distillation », édition de septembre 2005, la Direction régionale des douanes et droits indirects de l'Est rappelle que :
« Le statut particuliers des bouilleurs de cru dans les départements de la Moselle, du Haut-Rhin et du Bas-Rhin tire sa base légale du décret du 27 juin 1930. Il précise les conditions dans lesquelles devaient être appliquées dans les trois départements, compte tenu du statut local antérieur, les dispositions de la loi du 28 février 1923, portant réglementation générale du privilège des bouilleurs de cru dans les autres départements français. »
La réglementation locale actuelle est beaucoup plus libérale que celle du régime général dont elle se différencie sur les points suivants :
1. la distillation est autorisée à toute époque de l'année et à domicile, quelle que soit la quantité d'alcool produite ;
2. les appareils de distillation ne sont pas scellés à la fin des opérations et, pour assurer la mise hors d'usage des alambics, le chapiteau ou le col de cygne sont déposés auprès d'un gardien agréé par l'administration ;
3. le transport des matières premières à la brûlerie s'effectue librement lorsque la distillation est faite en dehors du domicile ; il s'effectue sous couvert de la déclaration de distillation lorsqu'il s'agit de produits passibles de droit en raison de leur nature (vins, cidres, alcools imparfaits à rectifier, …) ;
4. le rendement des produits mis en œuvre est déterminé par la loi locale, il ne constitue cependant qu'un minimum, dont le bouilleur de cru devient débiteur ;
5. le redevable doit obligatoirement déclarer, après les opérations de distillation, la quantité d'alcool réellement obtenue.

Les bouilleurs de cru bénéficiaient en outre d'une franchise de droits sur les dix premiers litres d'alcool pur produits.
Par définition de l'article 315 du Code général des impôts (CGI) :
« Sont considérés comme bouilleurs de cru les propriétaires, fermiers, métayers ou vignerons qui distillent ou font distiller des vins, cidres ou poirés, marcs, lies, cerises, prunes et prunelles provenant exclusivement de leurs récoltes. »
L'article 317 du CGI précise cependant que :

« L'allocation en franchise [de droits] de dix litres d'alcool pur, prévue en faveur des bouilleurs de cru par l'article 3 de la loi du 28 février 1923, est supprimée.
Toutefois, les personnes qui pouvaient prétendre à cette allocation pendant la campagne 1959-1960 [...] sont maintenues dans leur droit à titre personnel, sans pouvoir le transmettre à d'autres personnes que leur conjoint survivant, pour une durée de cinq années à compter du 1er janvier 2003. »

Cette franchise est donc amenée à disparaître au profit d'une remise de 50 % des droits sur les dix premiers litres.

### Production et la vente de vinaigre «doux»
Du vinaigre d'alcool titrant 3,8° (le Melfor) est produit localement depuis 1910. Il a réellement commencé à entrer dans les mœurs vers 1925.
Le décret du 28 juillet 1908 interdisant l'usage d'acide acétique dans l'élaboration des vinaigres, la commercialisation de ce vinaigre « hors norme » perdura, sans doute grâce au constat d'« habitudes locales historiques » et malgré l'absence de « traces officielles » de cette tolérance.
Ce n'est qu'en 2005 que cet « arrangement » fut formalisé par le décret no 2005-553 modifiant le décret no 88-1207 et mit fin à toute polémique.
D'autres pays de l'Union européenne n'interdisent pas les vinaigres titrant moins de 6°.

### Chemins de fer

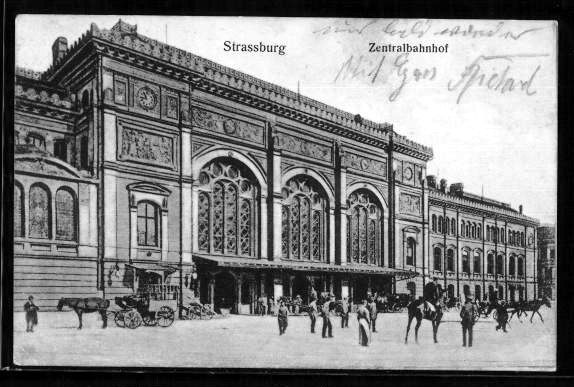
La gare de Strasbourg au début du XXe siècle.

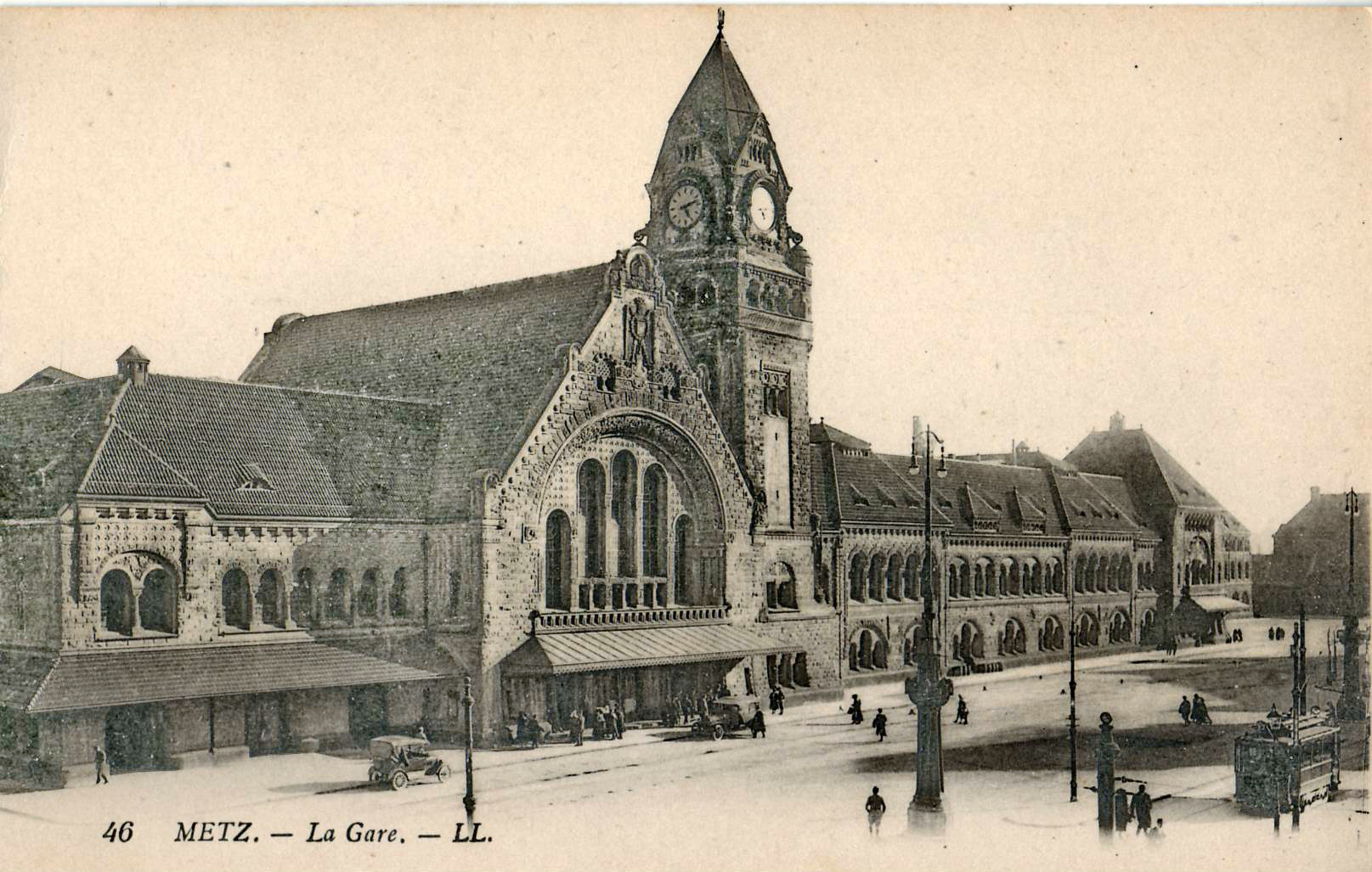
La monumentale gare de Metz, conçue par l'architecte Jürgen Kröger en style néoroman rhénan, a été édifiée de 1905 à 1908.

Les trains circulent du côté droit sur les lignes à double voie en Alsace et en Moselle alors qu'ailleurs en France, ils circulent du côté gauche,.
Il ne s'agit pas d'une question de droit mais d'un héritage lié aux contraintes techniques et normes applicables. En effet, le chemin de fer en Alsace a connu ses débuts le 1er septembre 1839 avec l'inauguration de la ligne de Mulhouse à Thann puis avec la mise en service de la ligne de Strasbourg à Saint-Louis (Bâle) le 22 aout 1841 et fut complétée le 29 mai 1851 par la section de Sarrebourg à Strasbourg de la ligne de Paris à Strasbourg mais ce n'est qu'en 1853 qu'il fut contrôlé par la Compagnie des chemins de fer de l'Est. Cette dernière réalisa la ligne de Strasbourg-Ville à Strasbourg-Port-du-Rhin (Kehl), un saut de puce au-dessus du Rhin, en 1861. À cette époque, Metz disposait d'une gare importante.
Après la défaite française et l'annexion de 1871, la gare-frontière allemande de Deutsch-Avricourt fut construite à Avricourt, sur la ligne de Paris à Strasbourg. Depuis cette époque et jusqu'en 1918, le réseau ferré du  Reichsland fut géré et étendu par la Direction générale impériale des chemins de fer d'Alsace-Lorraine jusqu'au Luxembourg inclus mais pas à travers les Vosges. Sa longueur développée a triplé dans cette période. Les normes allemandes faisaient (et font toujours) rouler les trains à droite.
La différence de conception entre la signalisation ferroviaire des voies ferrées allemandes et françaises (ces dernières inspirées par les anglaises) est liée au sens de circulation des trains sur les lignes à double voie (ou au niveau des voies d'évitement). Par exemple, les signaux sont posés du côté où roulent les trains.
Lors de la construction de la ligne à grande vitesse Est, cette pratique est conservée avec des inversions de sens par des sauts-de-mouton, comme au niveau du raccordement de Baudrecourt, mais l'uniformisation des sens de circulation sur le réseau national n'est pas retenu car les avantages qui auraient pu en résulter ont été jugés sans commune mesure avec les investissements considérables qu'il aurait fallu réaliser.
De ce fait, les normes allemandes perdurent sur le réseau ferré alsacien-mosellan, exception faite de la ligne de Paris-Est à Mulhouse-Ville où le saut-de-mouton a finalement été détruit ; la circulation à gauche est désormais réalisée jusqu'à Mulhouse, où s'effectue le changement de sens pour les trains poursuivant leur trajet sur d'autres lignes.

### Électricité, gaz et eaux
Là encore il ne s'agit pas réellement d'une question de droit mais d'un héritage historique. Lors de la création d'Électricité de France et de Gaz de France au lendemain de la Seconde Guerre mondiale, les entreprises locales d'électricité et de gaz créées à l'époque de l'Empire allemand échappèrent à la nationalisation.
Électricité de Strasbourg (ÉS), Usine d'électricité de Metz (UEM), Gaz de Strasbourg (GDS) ou encore Gaz de Barr sont ainsi gestionnaires des réseaux de distribution d'électricité et de gaz dans certaines communes du Bas-Rhin et de Moselle.
La distribution d'eau potable est gérée par le syndicat des eaux et de l'assainissement Alsace-Moselle (SDEA), un établissement public créé en 1939 et aujourd'hui compétent sur le territoire de 744 communes.

## Quelques dispositions abrogées ou modifiées
- Les lois du 6 mai 1991 et du 16 juillet 1992 ont abrogé la loi locale du 30 mai 1908 en matière d'assurance en intégrant au Code des assurances plusieurs dispositions de cette loi pour les risques situés en Alsace et en Moselle. Néanmoins, quelques dispositions restent encore en vigueur dans ces départements notamment en matière d'assurances incendie et en matière d'assurances de personnes. Les dispositions locales sont plus favorables à l'assuré en matières de règlement de sinistres en incendie où elles intègrent les frais de déblais dans leur totalité. La notion de règle proportionnelle était également très restrictive et ne pouvait pas être systématiquement appliquée[86], jusqu'à une décision du Conseil Constitutionnel du 26 septembre 2014 considérant que la différence des conditions d'application d'une RPP est inconstitutionnelle[87]
- la loi du 8 janvier 1993 (article 27) abroge à compter du 9 janvier 1998 le régime local des pompes funèbres.

## Institut de droit local alsacien-mosellan
L'Institut du droit local alsacien-mosellan (IDLAM) a pour tâche, depuis 1985, de promouvoir une connaissance plus approfondie des multiples composantes du droit local et d'apporter des réponses aux problèmes juridiques que soulève sa combinaison avec le droit général français. Il est investi d'une mission de synthèse et d'impulsion à la disposition des administrations, des élus, des praticiens du droit et du public. Une circulaire du Premier ministre du 30 mai 1996 prescrit aux ministères concernés la consultation de l'IDLAM lors de la codification de dispositions intéressant le droit local.